# Deportarea tătarilor din Crimeea
Deportarea tătarilor din Crimeea  (în tătară crimeeană Qırımtatar halqınıñ sürgünligi) sau Sürgünlik („exilul, surghiunul”) a fost purificarea etnică și genocidul cultural  a cel puțin 191.044  tătari crimeeni care a avut loc în 18–20 mai 1944. Acțiunea a fost inițiată de guvernul sovietic și a fost coordonată de  Lavrenti Beria, comisarul poporului pentru Afaceri Interne și șef al NKVD-ului, în numele lui I. V. Stalin. Într-o perioadă de doar trei zile, NKVD-ul s-a folosit de vagoane de cale ferată pentru vite pentru deportarea în principal a femeilor, copiilor, bătrânilor, chiar și a comuniștilor sau militari de carieră ai Armatei Roșii, în principal în RSS Uzbekă, la câteva mii de kilometri depărtare de localitățile de baștină. Tătarii din Crimeea au fost doar una dintre cele câteva etnii care au fost afectate de politica lui Stalin de transferuri forțate ale populației.
Deportarea a fost justificată din punct de vedere oficial ca pedeapsă colectivă pentru colaborarea a unor tătari din Crimeea cu Germania nazistă. Cercetări moderne consideră însă  că deportarea a făcut parte din planul sovietic pentru obținerea accesului prin Dardanele și pentru  dobândirea de teritorii în Turcia, unde exista o populație înrudită din punct de vedere etnic cu tătarii crimeeni. 
Aproape 8.000 de tătari din Crimeea au murit în timpul deportării, în timp ce zeci de mii au pierit ulterior din cauza condițiilor grele de trai din exil. Tătari exilați din Crimeea au abandonat 80.000 de gospodării și a peste 145.000 hectare de terenuri agricole. După deportarea tătarilor, a urmat o campanie intensă de „detătărizare” (ștergere oricăror urme ale prezenței tătarilor în peninsulă). În 1956, noul lider sovietic,  Nikita Hrușciov, a condamnat în mod oficial politicile staliniste, inclusiv pe cele care priveau deportarea diferitelor grupuri etnice, dar nu a anulat directiva care interzicea întoarcerea tătarilor în Crimeea, în ciuda faptului că a acordat dreptul de întoarcere pentru restul popoarelor deportate. Tătarii au rămas în Asia Centrală pentru următoarele decenii, până în perioada Perestroikăi de la sfârșitul deceniul al nouălea al secolului trecut, când 260.000 de tătari s-a reîntors în Crimeea. Exilul tătarilor din Crimeea a durat 45 de ani. Interdicția de întoarcea a tătarilor a fost declarată oficial nulă și neavenită, iar Rada Supremă a Republicii Autonome Crimeea a declarat la 14 noiembrie 1989 că deportările au fost o crimă. 
Până în 2004, s-a întors în Crimeea un număr de tătari suficient de mare pentru ca sa reprezinte 12% din populația peninsulei. Autoritățile sovietice nu au sprijinit în niciun fel întoarcerea lor și nici nu le-au oferit compensații pentru pierderile suferite. Federația Rusă, statul succesor al URSS, nu i-a despăgubit pe cei deportați pentru bunuri pierdute sau nu a pus sub acuzație pe autorilor relocării forțate. Deportarea a fost un eveniment crucial în istoria tătarilor din Crimeea și a ajuns să fie văzută ca un simbol al stării proaste și opresiunii grupurilor etnice mai mici în Uniunea Sovietică. Pe 12 decembrie 2015, Parlamentul Ucrainei (Rada Supremă) a emis o rezoluție prin care a recunoscut caracterul de genocid a deportării tătarilor  și a stabilit ziua de 18 mai ca "Ziua comemorării victimelor genocidului tătarilor din Crimeea".

## Contextul istoric

Harta Mării Negre cu Crimeea evidențiată cu portocaliu

Tătarii din Crimeea au controlat Hanatul Crimeii din 1441 până în 1783, când Crimeea a fost anexată de Imperiul Rus în timpul  expansiunii Rusiei. Până în secolul al XIV-lea, cea mai mare parte a populației turcică din Crimeea a adoptat Islamul, în urma convertirii lui Ozbeg Khan⁠(d) al Hoardei de Aur. Hanatul Crimeii a fost statul care a supraviețuit cel mai mult după dispariția Hoardei de Aur.  Hoarda de Aur s-a implicat deseori în conflicte cu Moscova—din 1468 până în secolul al XVIII-lea, tătarii din Crimeea s-au opus din răsputeri dominației rusești în regiune. Odată cu creșterea puterii Imperiului Rus, tătarii au ales să părăsească Crimeea în mai multe valuri. Între 1784 – 1790, dintr-o populație de aproximativ un milion de oameni, aproximativ 300.000 de tătari au emigrat în Imperiul Otoman.
Războiul Crimeii a declanșat un alt exod în masă al tătarilor din peninsulă.  Între 1855 și 1866, cel puțin 500.000 de musulmani și, posibil, până la 900.000, au părăsit Imperiul Rus și au emigrat în Imperiul Otoman.  Între 1855 și 1866, cel puțin 500.000 de musulmani, posibil chiar 900.000, au părăsit Imperiul Rus și au emigrat în Imperiul Otoman. Dintre aceștia, cel puțin o treime erau din Crimeea, în timp ce restul erau din Caucaz. Acești emigranți reprezentau 15–23% din populația totală a Crimeii. Imperiul Rus a folosit acest fapt ca fundament ideologic pentru a rusifica în continuare „Noua Rusie”. În cele din urmă, tătarii au devenit o minoritate în Crimeea. Dacă în 1783, ei reprezentau 98% din populație,  până în 1897, tătarii erau o minoritate de doar 34,1%. În timp ce tătarii din Crimeea emigrau, guvernul rus a încurajat rusificarea peninsulei, populând-o cu ruși, ucraineni și alți  grupuri etnice slave. Această rusificare a continuat în timpul Uniunii Sovietice.

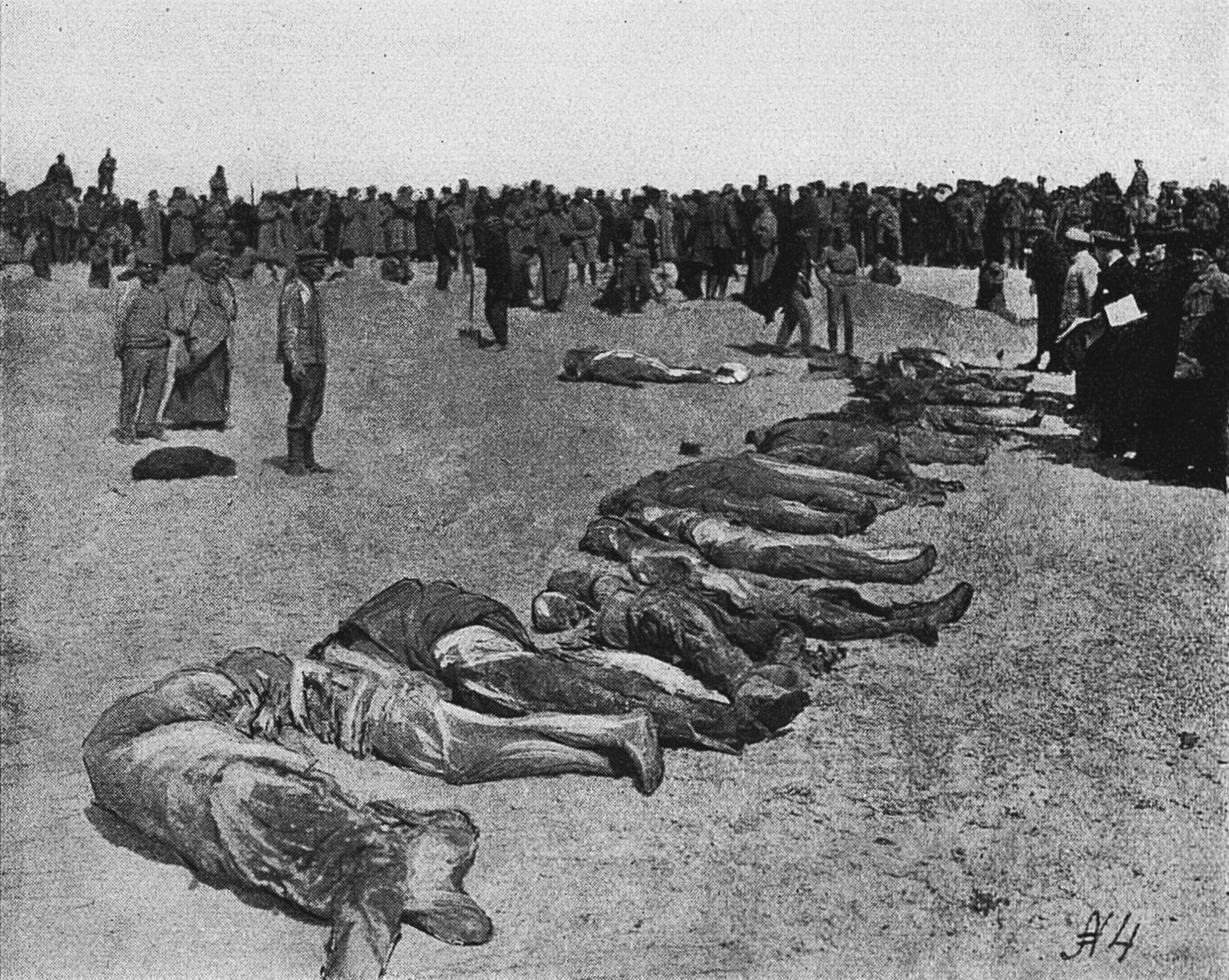
Cadavrele victimelor Terorii Roșii din iarna anului 1918 în Ievpatoria, Crimeea

După Revoluția din Octombrie 1917, Crimeea a primit statut autonom în interiorul Uniunii Sovietice la 18 octombrie 1921. Colectivizarea agriculturii din anii 1920 a produs o foamete severă, în urma căreia până la 100.000 de locuitori ai peninsulei au pierit, atunci când grânele lor au fost rechiziționate și  transportate în regiuni „mai importante” ale Uniunii Sovietice. Conform unei estimări, trei sferturi dintre victimele din Crimeea  foametei au fost tătari.  Statutul lor s-a deteriorat și mai mult după ce Stalin a devenit conducătorul Uniunii Sovietice și a pus în aplicare represiuni care au dus la moartea a cel puțin 5,2 milioane de cetățeni sovietici între 1927 și 1938.

### Al Doilea Război Mondial
În 1940, Republica Autonomă Sovietică Socialistă Crimeeană  avea aproximativ 1.126.800 de locuitori, dintre care 218.000 de persoane, adică 19,4% din populație, erau tătari. În 1941, Germania Nazistă a invadat Europa Răsăriteană și a ocupat o bună partea a regiunilor apusene ale Uniunii Sovietice. Tătarii din Crimeea i-au întâmpinat pe germani ca eliberatori de stalinism și au fost tratați bine de germani de-a lungul celui de-al Doilea Război Mondial.
Mulți dintre tătarii din Crimeea capturați care serveau în Armata Roșie au fost trimiși în lagărele de prizonieri de război după ce românii și naziștii au reușit să ocupe cea mai mare parte a Crimeii. Deși naziștii au cerut inițial uciderea tuturor "inferiorilor asiatici" și i-au etichetat pe tătarii din Crimeea etichetat ca „suboameni mongoli”, ei ș-au schimbat atitudinea, dată fiind rezistența îndârjită a Armatei Sovietice. Începând din 1942, germanii au recrutat prizonieri de război sovietici pentru a forma trupe de sprijin. Tătarul dobrogean Mustecip Fazil Ulkusal și tătarul lipcan Edige Kirimal⁠(d) au acționat pentru eliberarea prizonierilor tătari din lagărele de prizonieri de război și pentru înrolarea acestora într-o legiune de sprijin a Wehrmachtului. Această legiune a avut efective de maxim opt batalioane. Din noiembrie 1941, autoritățile germane au permis tătarilor din Crimeea să înființeze comitete musulmane în diferite orașe ca o recunoaștere simbolică a unei autorități a administrației locale, deși acestora nu li s-a acordat nicio putere politică.
| Anul | Persoane | Procent |
| 1783 | 500.000  | 98%     |
| 1897 | 186.212  | 34,1%   |
| 1939 | 218.879  | 19,4%   |
| 1979 | 5.422    | 0,3%    |
| 1989 | 38.365   | 1,6%    |
| ---- | -------- | ------- |

Mulți comuniști tătari din Crimeea s-au opus cu fermitate ocupației și au sprijinit mișcarea de rezistență pentru a furniza informații strategice și politice valoroase. Alți tătari din Crimeea au luptat, de asemenea, de partea partizanilor sovietici, de exemplu mișcarea Tarhanov a 250 de tătari, care au luptat pe tot parcursul anului 1942 până la distrugerea ei.  Șase tătari din Crimeea au fost declarați  Eroi ai Uniunii Sovietice, iar alte mii de tătari au primit înalte onoruri în Armata Roșie.
În timpul ocupației Crimeii de către Puterile Axei, aproximativ 130.000 de oameni au murit. Naziștii au efectuat represiunii brutale, au distrus peste 70 de sate, care fuseseră localitățile de baștină a aproximativ 25% din populația de tătari. Mii de tătari din Crimeea au fost trimiși cu forța la muncă ca Ostarbeiter în fabricile germane, descrise ca „ateliere vaste de sclavi”, sub supravegherea Gestapoului, ceea ce a dus la pierderea sprijinului tătarilor pentru germani. În aprilie 1944, Armata Roșie a reușit să alunge forțele Axei din peninsulă în timpul Ofensivei din Crimeea.
Majoritatea voluntari auxiliari⁠(d) și familiile lor, precum și toți cei care fuseseră asociați cu comitetele musulmane, au fost evacuați în Germania, Ungaria sau Dobrogea. Majoritatea bărbaților s-au alăturat Diviziei Turcice Răsăritene. Astfel, majoritatea colaboratorilor au fost evacuați din Crimeea de Wehrmachtul în retragere.  Mulți oficiali sovietici au recunoscut, de asemenea, că doar colaboratorii germanilor s-au retras și au respins afirmațiile conform cărora tătarii din Crimeea au trădat în masă Uniunea Sovietică. Existența comitetelor musulmane organizate de la Berlin de diverși străini turcici a părut un motiv de îngrijorare în ochii guvernului sovietic, deja îngrijorat de poziția din acea perioadă a Turciei.
Falsificarea informațiilor de către propaganda sovietică
Publicațiile sovietice au falsificat în mod flagrant informații despre tătarii din Crimeea care luptau  în Armata Roșie, mergând până acolo încât l-au descris pe Eroul Uniunii Sovietice Uzeir Abduramanov⁠(d) pe coperta unui număr din 1944 al revistei  Ogonyok  ca azer, nu tătar din Crimeea, în condițiile în care familia sa fusese deportată din Crimeea datorită etniei cu doar câteva luni mai devreme. În cartea În munții din Tavria, Ilia Vergasov a susținut în mod fals că cercetașul partizan voluntar Bekir Osmanov a fost spion german executat. Comitetul Central al Partidului Comunist al Uniunii Sovietice  a recunoscut mai târziu că Osmanov nu luptat niciodată pentru germani și că a supraviețuit războiului, ordonând ca, în edițiilor ulterioare, să se facă corecturile de rigoare, după ce Osmanov și familia sa au observat minciuna evidentă.

## Deportarea
Tătarii din Crimeea

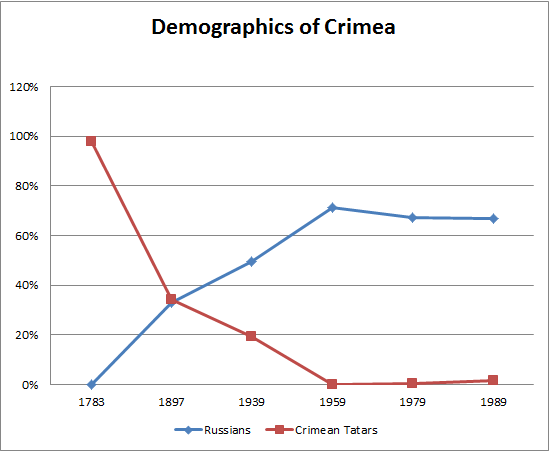
Evoluția componenței etnice a Crimeii. Scăderea bruscă a numărului tătarilor este vizibilă după deportare.
Tătarii din Crimeea

Folosindu-se de motivul oficial al colaborăționismului cu Puterile Axei, guvernul sovietic a recurs la pedeapsă colectivă pentru zece minorități etnice, printre acestea numărându-se și tătarii din Crimeea. Pedeapsa colectivă a însemnat printre altele și deportarea în regiuni îndepărtate din Asia Centrală și Siberia. Documentele sovietice de la sfârșitul anilor 1940 îi caracterizează pe tătarii din Crimeea ca pe o etnie de trădători. Deși tătarii din Crimeea au negat că ar fi fost vinovați de trădare, această idee a fost acceptată pe scară largă în perioada sovietică și persistă în literatura academică și opinia publică rusă.
Pe data de 10 mai 1944, Lavrenti Beria i-a recomandat lui Stalin ca tătarii din Crimeea să fie deportați departe de regiunile de frontieră din cauza „acțiunilor lor trădătoare”.  Stalin a emis mai apoi Ordinul GKO Nr. 5859ss, care prevedea relocarea tătarilor din Crimeea. Deportarea a durat doar trei zile, 18–20 mai 1944. În timpul acestei acțiuni, agenții NKVD au mers din casă în casă, i-au adunat pe tătari sub amenințarea armelor și i-a urcat cu forța în vagoane de vite sigilate pentru a-i transporta  al aproape 3.200 km  depărtare, în zone izolate din RSS Uzbekă. Tătarii deportați au primit dreptul să își ia cu ei până la 500 kg de bagaje pentru fiecare familie. Singurele persoane care nu au fost deportate au fost femeile de etnie tătară care erau măritate cu bărbați aparținând unor grupuri etnice nesupuse represiunii. Tătarii din Crimeea exilați au călătorit în vagoane supraaglomerate timp de câteva săptămâni fără  hrană și apă suficiente. Se estimează că cel puțin 228.392 de persoane au fost deportate din Crimeea, dintre care cel puțin 191.044 erau tătari, în total 47.000 de familii. NKVD a raportat sosirea în destinațiile din Asia Centrală a 183.155 de tătari în viață, 7.889 de tătari fiind declarați morți în timpul transportului. Majoritatea tătarilor deportați proveneau din regiunile rurale ale Crimeii. Doar 18.983 de exilați erau locuitori ai orașelor peninsulei.
Pe 4 iulie 1944, oficialii NKVD i-au raportat lui Stalin că relocarea tuturor tătarilor din Crimeea a fost finalizată. Cu toate acestea, la scurt timp după acest raport, NKVD a aflat că una dintre unitățile sale a uitat să deporteze oameni din cordonul litoral Arabat. În loc să pregătească un transfer suplimentar în trenuri, pe 20 iulie, ofițerii NKVD au urcat sute de tătari pe un vas vechi, pe care l-au dus în mijlocul Mării Azov, unde l-au scufundat. Cei care nu s-au înecat au fost uciși cu focuri de mitralieră.

Uzbekistan, destinația principală a deportaților

Oficial, tătarii au fost eliminați din Crimeea. Deportarea a vizat fiecare persoană din Crimeea considerată de guvern ca fiind de etnie tătară, inclusiv copii, femeile și bătrânii și chiar și pe cei care fuseseră membri ai Partidului Comunist al Uniunii Sovietice| Partidul Comunist sau Armatei Roșii. Ca atare, ei au fost desemnați legal ca fiind „coloniști speciali”, ceea ce însemna că erau oficial cetățeni de mâna a doua, cărora li s-a interzis să părăsească perimetrul zonei lor atribuite, sau să frecventeze universități de prestigiu. În plus, ei erau obligați să se prezinte în mod regulat în fața unui comandant militar pentru control.
În timpul acestei evacuări în masă, autoritățile sovietice au confiscat aproximativ 80.000 de case, 500.000 de bovine, peste 145.000 de hectare  de teren și 40.000 de tone de produse agricole. Pe lângă cei 191.000 de tătari deportați, autoritățile sovietice au evacuat, de asemenea, 9.620 armeni, 12.420 bulgari și 15.040  greci sovietici din peninsulă. Toți au fost catalogați colectiv drept „trădători” și au devenit cetățeni de mâna a doua în URSS timp de câteva. Printre deportați s-au mai aflat și 283 de persoane de alte etnii: italieni, români, caraiți, kurzi, cehi, unguri și croați. Între anii 1947 și 1948, încă 2.012 veterani de război reîntorși la domiciliile din Crimeea au fost deportați de organele locale ale Ministerului de Interne.
În total, 151.136 de tătari din Crimeea au fost deportați în RSS Uzbekă, 8.597 în RASS Mari,  4.286 în RSS Kazahă, iar restul de 29.846 au fost trimiși în diferite regiuni îndepărtate ale RSFS Rusă. Când tătarii din Crimeea au ajuns la destinație în RSS Uzbekă, ei au fost întâmpinați cu ostilitate de  localnici, care au aruncat cu pietre în ei, chiar și în copiii lor, pentru că au auzit că tătarii din Crimeea erau „trădători” și „colaboratori fasciști”. Uzbecii nu au dorit să devină „groapa de gunoi pentru națiunile trădătoare". În următorii ani, au fost înregistrate mai multe atacuri împotriva grupurilor de  tătari din Crimeea, în unele cazuri înregistrându-se și morți din rândul deportaților.

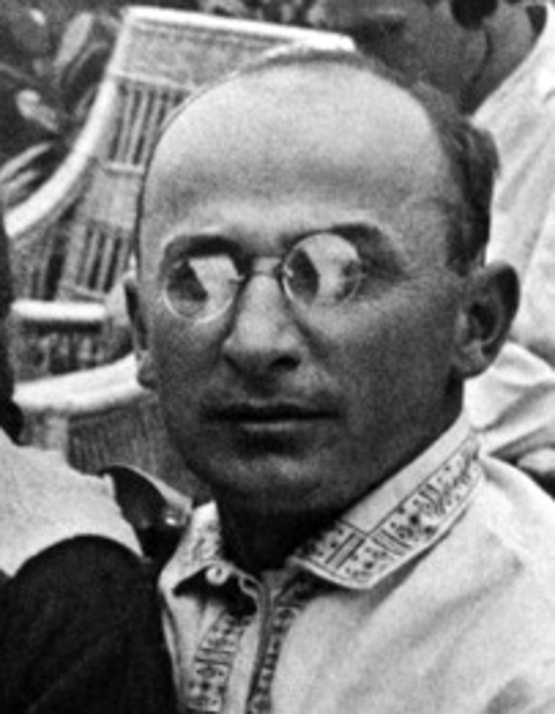
Lavrenti Beria, comandantul NKVD-ului sovietic

Deportările în masă din Crimeea au fost organizate de Lavrenti Beria, șeful poliției secrete sovietice, NKVD, și subordonații săi Bogdan Kobulov⁠(d), Ivan Serov, Boris Obrucinikov, Mihail Svinelupov și Arkadi Apolonov. Operațiunile de teren au fost conduse de adjunctul comandantului  sistemului Gulag Ghiorghi Dobrînin, colonelul de securitate Grigori Bejanov, generalul maior Ivan Piiașev, comisarul pentru securitatea statului Serghei Kliopov,  general locotenent  Ivan Sheredega, locotenent  colonel Boris Tekaev, și doi lideri locali, șeful NKGB-ului local Piotr Fokin, și  general locotenent Victor Sergjenko.Pentru asigurarea succesului acestei deportări, NKVD a asigurat 5.000 de agenți înarmați, iar NKGB⁠(d) a alocat încă 20.000 de oameni înarmați, împreună cu câteva mii de soldați în termen. Documentele oficiale au demonstrat că mai multe ministere sovietice au fost implicate în executarea operațiunii, de la finanțare la asigurarea transportului.
Pe 14 iulie 1944, guvernul sovietic a autorizat imigrarea a 51.000 de oameni, în cea mai mare parte ruși, pentru asigurarea forței de muncă în cele 17.000 colhozuri și sovhozuri din Crimeea rămase fără lucrători. Pe 30 iunie 1945, statul de republică autonomă  al Crimeii a fost abrogat.
Propaganda sovietică a încercat să ascundă transferul de populație pretinzând că tătarii „s-au reinstalat voluntar în Asia Centrală”. Istoricul Paul Robert Magocsi afirmă că, în esență, Crimeea a fost „purificată etnic”. După această deportare, termenul „tătar crimeean” a practic interzis în lexiconul sovietic-rus, iar toate  toponimele de origine tătară (numele orașelor, satelor și munților) din Crimeea au fost schimbate cu denumiri rusești pe toate hărțile, ca parte a unei campanii largi de ștergere a identității tătare a regiunii. Cimitirele musulmane și obiectivele religioase din Crimeea au fost demolate sau secularizate. Câtă vreme Stalin a fost în fruntea statului sovietic, nu a fost permis nimănui să menționeze existența etniei tătare crimeene în URSS. S-a mers până acolo încât li s-a interzis cetățenilor sovietici să se declare de etnie tătărască crimeeană recensămintele din 1959, 1970 și 1979. Tătarii crimeeni au putut să se declare doar „tătari”. Această interdicție a fost ridicată în timpul recensământului din 1989. Această interdicție a fost ridicată în timpul recensământului din 1989.

## Urmări

### Mortalitatea și numărul victimelor
| Anul                              | Numărul deceselor |
| --------------------------------- | ----------------- |
| mai 1944 – 1 ianuarie 1945        | 13.592            |
| 1 ianuarie 1945 – 1 ianuarie 1946 | 13.183            |

Primii deportați au început să sosească în Uzbekistan pe 29 mai 1944 și majoritatea au sosit în republica sovietică până pe 8 iunie 1944. Mortalitatea în rândul deportaților a rămas o chestiune în discuție. NKVD a păstrat înregistrări incomplete ale ratei mortalității în rândul etniilor relocate care au trăit în exil. Ca și celelalte popoare deportate, tătarii din Crimeea au fost plasați sub regimul așezărilor speciale. Cei mai mulți dintre acești deportați au prestat muncă forțată:sarcinile lor includeau lucrul în minele de cărbune și batalioanele de construcții, sub supravegherea NKVD. Dezertorii puteau fi executați. Coloniștii speciali lucrau în mod obișnuit între 11 și 12 ore pe zi, șapte zile pe săptămână. În ciuda acestei munci fizice dificile, tătarii din Crimeea au primit doar aproximativ 200 g  până la 400 g de pâine pe zi. Condițiile de cazare au fost proaste - unii deportați au fost forțați să trăiască în bordeie și să doarmă pe jos.
Transportul către aceste zone îndepărtate și coloniile de muncă a fost la fel de obositor. Teoretic, NKVD-ul a încărcat 50 de persoane în fiecare vagon de cale ferată, împreună cu bunurile lor. Un martor ocular a pretins însă că au fost înghesuiți 133 de oameni în vagonul în care a călătorit ea. Vagonul deportaților avea o simplă gaură în podea pe care să o folosească ca toaletă. Unele femei gravide au trebuit să nască în vagoanele sigilate. Condițiile din vagoanele supraaglomerate erau înrăutățite de lipsa de igienă, ceea ce a condus la apariția tifosului. Deoarece ușile vagoanelor au fost deschise rareori în timpul călătoriei, când trenurile erau oprite în afara stațiilor, persoanele bolnave le-au îmbolnăvit pe cele sănătoase din vagon. Deoarece trenurile s-au oprit doar pentru a deschide ușile în rare ocazii în timpul călătoriei, bolnavii i-au contaminat inevitabil pe ceilalți din vagoane. Tătarii crimeeni au putut să coboare din vagoanele sigilate doar când au ajuns la destinație în Uzbekistan. Unii dintre deportați au fost redirecționați însă spre alte destinații din Asia Centrală și au trebuit să continue călătoria. Unii dintre deportați au declarat că au călătorit pentru o perioadă neîntreruptă de 24 de zile. În tot acest timp, în care au fost închiși, li s-a dat foarte puțină mâncare sau apă. În vagoane nu intra aer curat, ușile și ferestrele erau blocate cu șuruburi. Paznicii convoaielor au deblocat ușile vagoanelor în Kazahstan doar ca să arunce cadavrele deportaților de-a lungul căii ferate. Din acest motiv, tătarii din Crimeea au poreclit aceste vagoane „crematorii pe roți”.  Documentele oficiale sovietice dau cifra de 7.889 de tătari din Crimeea morți în timpul acestui drum lung, adică cam 4% din rândul deportaților.
Mortalitatea exilaților s-a situat la niveluri înalte pentru mai mulți ani datorită malnutriției, muncii forțate, bolilor, lipsei asistenței medicale și expunerii la climatul deșertic aspru din Uzbekistan. Exilații au fost trimiși în mod frecvent să lucreze la cele mai grele șantiere de construcție. Unitățile medicale uzbece s-au umplut de tătari crimeeni care erau sensibili la bolile asiatice locale, nespecifice Peninsulei Crimeea, unde apa de băut era mai pură. Exilații s-au îmbolnăvit de febră galbenă, distrofie, malarie și afecțiuni ale tubului digestiv. Mortalitatea a fost cea mai mare în primii cinci ani ai exilului.  În 1949, autoritățile sovietice au numărat persoanelor din grupurilor etnice deportate care locuiau în așezări speciale. Potrivit înregistrărilor lor, în acești cinci ani au fost 44.887 de decese în exces, adică 19,6% din aceste grupuri. Alte surse dau cifre diferite – 44.125 de morți în această perioadă, în vreme ce, arhivele alternative ale NKDV-ului dau un total de 32.107 de morți. Aceste rapoarte includ numărul total de persoane deportate din Crimeea, inclusiv armenii, bulgarii și grecii, dar tătarii au reprezentat majoritatea acestui grup. Au trebuit să treacă cinci ani ca numărul de nașteri în rândul deportaților să îl depășească pe cel al decedaților. Arhivele sovietice demonstrează că între mai 1944 și ianuarie 1945 au murit în exil 13.952 de tătari crimeeni, aproximativ 7% din întreaga lor populație. Aproape o jumătate din numărul celor decedați, adică 6.096 persoane, au fost copii cu vârsta mai mică de 16 ani. De asemenea, au mai murit 4.525 de femei adulte și 2.562 de bărbați adulți. În anul 1945 au mai murit 13.183 de oameni. 
Astgel, până în decembrie 1945, cel puțin 27.000 de tătari din Crimeea au murit în deportare. O tătăroaică din Crimeea, care locuia lângă Tașkent, și-a reamintit evenimentele din 1944:
„Părinții mei au fost mutați din Crimeea în Uzbekistan în mai 1944. Părinții mei au avut surori și frați, dar când au ajuns în Uzbekistan, singurii supraviețuitori au fost doar ei. Surorile, frații și părinții părinților mei au murit în tranzit din cauza răcelii și a altor boli... Mama a fost lăsată complet singură și prima ei muncă a fost să taie copaci.”
Estimările realizate de tătarii crimeeni indică cifre ale mortalității care au fost mult mai mari și s-au ridicat la 46% din populația lor care trăia în exil. În 1968, într-o perioadă în care Leonid Brejnev era Secretar General al Partidului Comunist al Uniunii Sovietice,  activiștii tătari crimeeni au fost persecutați pentru că au folosit aceste cifre ridicate ale mortalității și „au calomniat Uniunea Sovietică” . Pentru ca să demonstreze că tătarii crimeeni au exagerat, KGB-ul a publicat cifrele oficiale, care arătau că „doar” 22% din acel grup etnic a murit. Specialistul în demografie Dalchat Ediev a estimat că 34.300 de tătari crimeeni au murit datorită deportării, adică o rată a mortalității de 18%. Hannibal Travis a estimat că în total au murit în exil 40.000–80.000 tătari. Profesorul Michael Rywkin afirmă că au murit cel puțin  42.000 de tătari crimeeni între 1944 și 1951, inclusiv 7.900 de oameni care au murit în timpul transportului. Profesorul Brian Glyn Williams consideră că au murit între 40.000 și 44.000 de tătari ca urmare a deportării. Comitetul de Stat al Crimeii estimează că cel puțin 45.000 de tătari au murit între 1944 și 1948. Raportul oficial al NKVD-ului estimează că 27% dintre membrii acestui grup etnic au murit.
Diverse estimări ale ratei mortalității tătarilor din Crimeea:
| {{{1}}} | {{{1}}} |  |
| {{{1}}} | {{{1}}} |  |

| {{{1}}} | {{{1}}} |  |
| {{{1}}} | {{{1}}} |  |

| {{{1}}} | {{{1}}} |  |
| {{{1}}} | {{{1}}} |  |

### Reabilitarea
Guvernul stalinist nu le-a recunoscut tătarilor crimeeni dreptul la educație sau la publicații în limba lor. În ciuda acestor interdicții și deși ei au fost obligați să studieze în limba rusă sau în limba uzbecă, ei au reușit să își păstreze identitatea culturală. În 1956, noul lider sovietic, Nikita Hrușciov, a ținut discursul „Despre cultul personalității și consecințele sale” în care a condamnat politicile staliniste, inclusiv deportările în masă ale diferitelor etnii. Cu toate acestea, deși numeroase grupuri etnice au primit permisiunea să se reîntoarcă la casele lor, trei grupuri au fost forțate să rămână în exil: germanii sovietici, turcii meshetinei și tătarii crimeeni. În 1954, Hrușciov a permis ca Crimeea să fie inclusă în Ucraina sovietică, deoarece Crimeea este legată pe uscat de Ucraina și nu de Rusia. La 28 aprilie 1956 a fost emisă directiva "Cu privire la eliminarea restricțiilor în legătură cu privind colonizarea specială a tătarilor din Crimeea... relocați în timpul Marelui Război Patriotic", prin care s-a dispus scoaterea din evidențe a deportaților și eliberarea acestora din supravegherea administrativă. Cu toate acestea, diverse alte restricții au fost încă păstrate, iar tătarilor nu li s-a permis să se întoarcă în Crimeea. În plus, în același an, Consiliul de Miniștri al Ucrainei a interzis tătarilor din Crimeea exilați, grecilor, germanilor, armenilor și bulgarilor să se mute chiar și în regiuniule  Herson,  Zaporijia,  Mîkolaiiv și Odesa ale RSS Ucrainene.  Tătarii din Crimeea nu au primit nicio compensație pentru pierderea proprietăților.

În anii 1950, tătarii crimeeni au început să lupte activ pentru dreptul lor la reîntoarcere. În 1957, ei strâns 6.0000 de semnături pe o petiție colectivă trimisă Sovietului Suprem prin care cereau reabilitarea politică și dreptul la reîntoarcere în Crimeea. În 1961, au fost strânse 25.000 de semnături care au fost trimise la Kremlin.
Mustafa Djemilev⁠(d), care avea doar șase ani când familia lui a fost deportată din Crimeea, a crescut în Uzbekistan și a devenit un activist pentru dreptul tătarilor crimeeni de reîntoarcere. El a fost arestat pentru prima oară în 1966 și a petrecut în total 17 ani în închisorile sovietice. El și-a căpătat astfel supranumele de „Mandela tătarilor crimeeni”. În 1984 el a fost condamnat pentru a șasea oară pentru „activitate antisovietică”, dar a primit sprijinul moral al disidentului sovietic  Andrei Saharov, care fusese martor la cel de-al patrulea proces al lui Djemilev din 1976. Când disidenții bătrâni au fost arestați, a apărut o generație nouă, a celor tineri, care să îi înlocuiască.
Pe 21 iulie 1967, reprezentanții tătarilor din Crimeea conduși de disidenta Ayşe Seitmuratova au primit permisiunea să se întâlnească la Moscova cu oficiali de rang înalt, inclusiv cu Iuri Andropov. În timpul întâlnirii, tătarii au cerut corectarea tuturor nedreptăților pe care Uniunea Sovietică le făcuse poporului lor. În septembrie 1967, Sovietul Suprem a emis un decret pruin care recunoștea că acuzația în masă de trădare împotriva întregii națiuni a fost „absurdă”, dar nu le-a oferit tătarilor din Crimeea aceleași reabilitare completă, care le-ar fi oferit și dreptul la reîntoarcere în locurile de baștină, ca în cazul altor popoare deportate. Decretul formulat cu atenție nu se referea la ei ca la „tătari din Crimeea", ci la „cetățenii de naționalitate tătară care trăiau anterior în Crimeea [...] au prins rădăcini în RSS Uzbecă” — minimalizând existența tătarilor crimeeni și dreptul de întoarcere și de creare a unei premise pentru cererile de „soluționare” a problemei. Tătarii au hotărât să formeze grupuri individuale care să se întoarcă în Crimeea în 1968 fără să aibă permisiunea oficială, doar pentru ca autoritățile sovietice să deporteze 6.000 dintre ei încă o dată. Cel mai cunoscut exemplu pentru rezistența tătarilor a fost activistul Musa Mamut, care a fost deportat când avea 12 ani și s-a întors în Crimeea pentru că dorea să își mai vadă casa o dată. Când milițienii l-au informat că va fi expulzat, el și-a turnat benzină pe corp și s-a autoincendiat. În ciuda tuturor piedicilor, 557 de familii au reușit să obțină permisiune autorităților sovietice să locuiască în Crimeea.
În 1968, au izbucnit revolte ale tătarilor crimeeni în orașul Uzbek Circik. În octombrie 1973, poetul evreu Ilia Gabai s-a sinucis sărind în gol de pe o clădire din Moscova. El a fost unul dintre disidenții evrei importanți din URSS, care a luptat pentru dreptul popoarelor oprimate, în mod special pentru cele ale tătarilor din Crimeea. Gabai fusese arestat și închis într-un lagăr de muncă, dar a continuat să lupte pentru cauza sa, fiind convins că tratamentul aplicat tătarilor din Crimeea de către autoritățile sovietice era echivalent cu genocidul.  În același an a fost arestat și Djemilev.

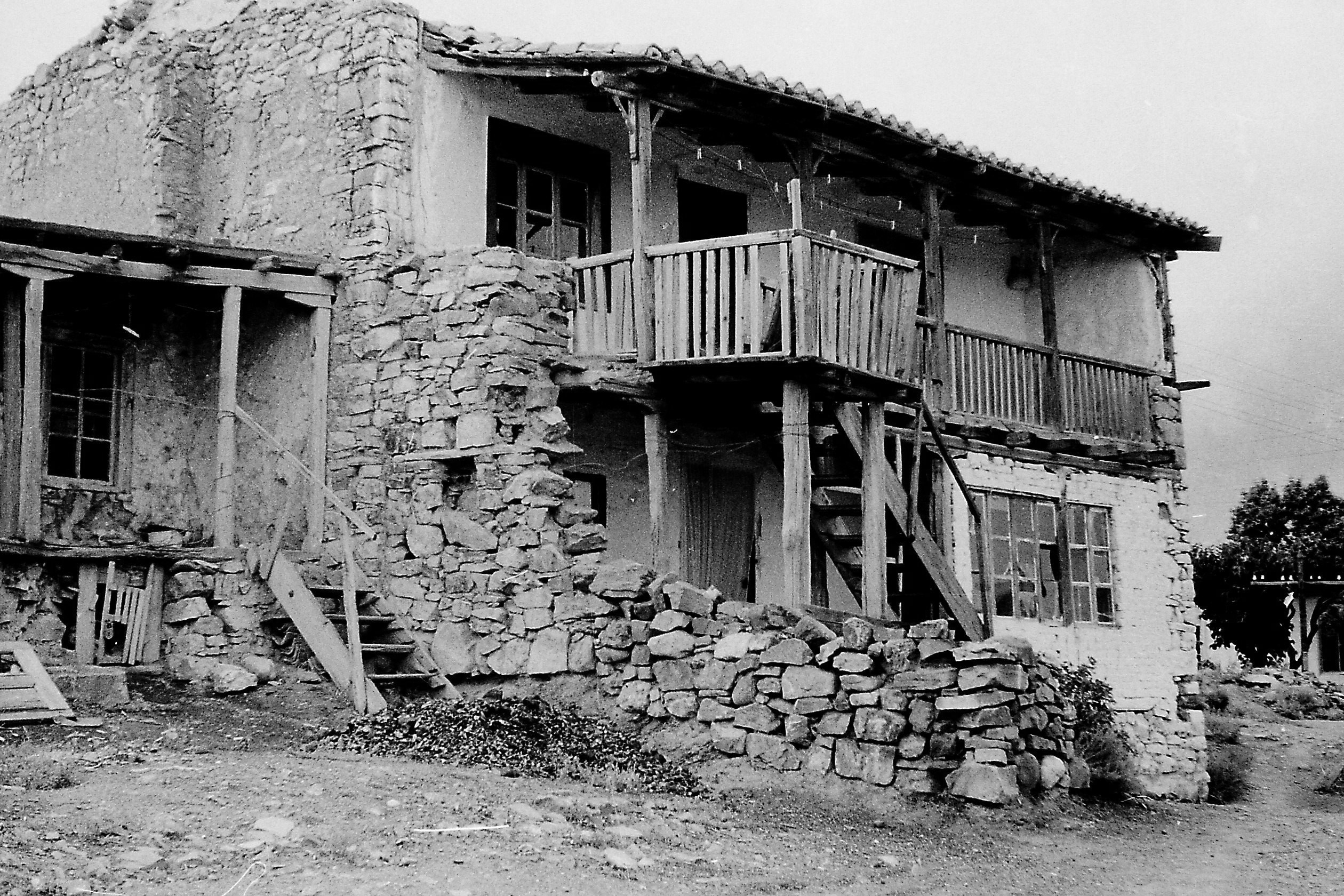
O casă tătărească părăsită în Crimeea, fotografie din 1968

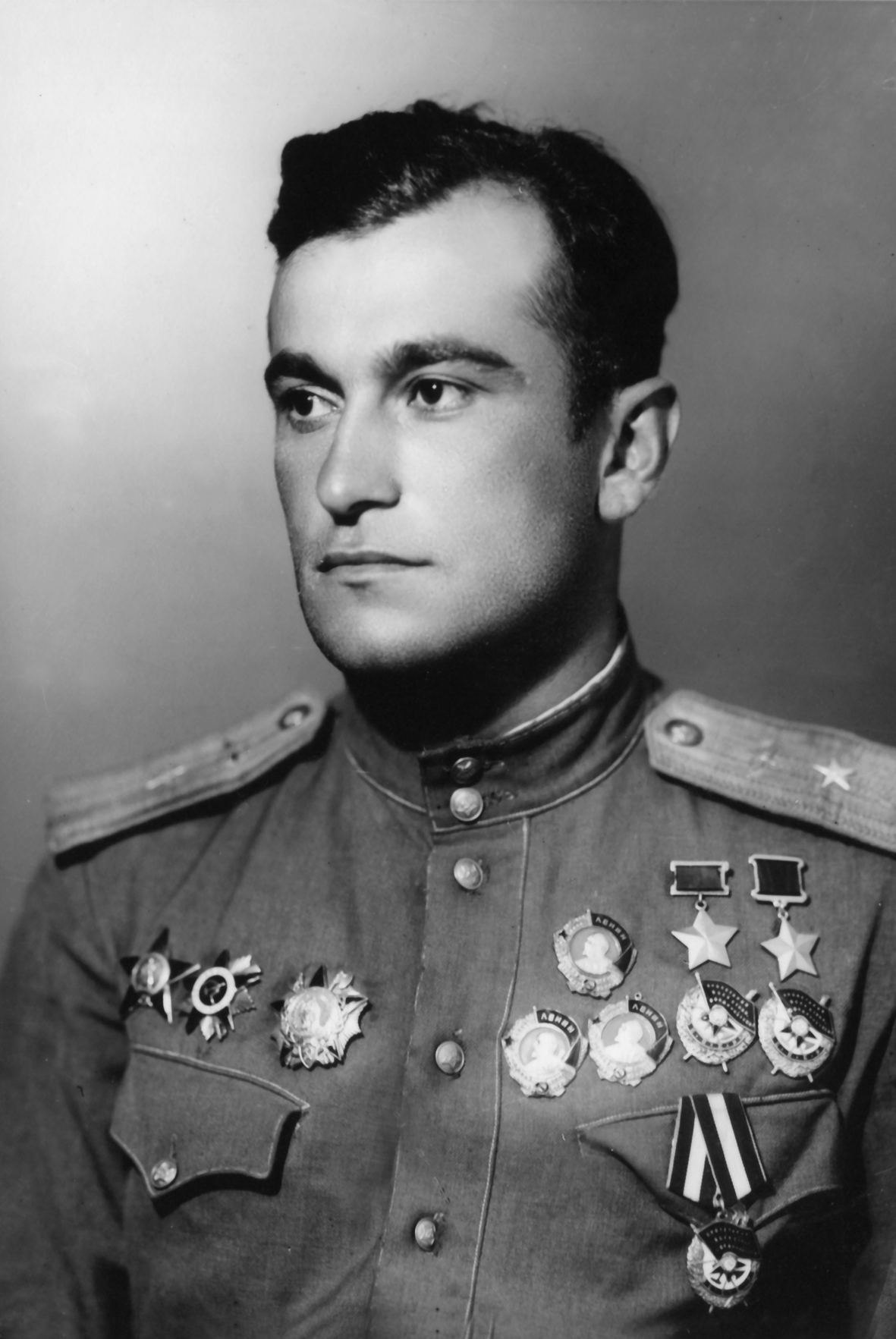
Amet-khan Sultan a fost un tătar crimeean, as al aerului, multiplu decorat, căruia i s-a acordat de două ori titlul de Erou al Uniunii Sovietice. Amet-khan a fost unul dintre primii oameni din Uniunea Sovietică care a cerut public în 1956reabilitarea și dreptul de întoarcere pentru tătarii din Crimeea.

În ciuda procesului de destalinizare, doar venirea la putere a lui Mihail Gorbaciov și declanșarea Perestroikăi au făcut ca aceste lucruri să se schimbe. În 1987, activiștii tătari au organizat un protest în centrul Moscovei, lângă Kremlin. Acest lucru l-a obligat pe Gorbaciov să formeze o comisie care să analizeze această chestiune. Prima concluzie a comisiei, condusă de conservatorul Andrei Gromîko, a fost că „nu există nicio bază pentru reînnoirea autonomiei și acordarea dreptului tătarilor crimeeni să se întoarcă”, dar Gorbaciov a ordonat formarea unei a doua comisii,  care a recomandat reînnoirea autonomiei pentru tătarii din Crimeea.  În cele din urmăîn 1989, interdicția de reîntoarcere a etniilor deportate a fost declarată oficial nulă și neavenită;  Sovietul Consiliul Suprem al Crimeii a emis, de asemenea pe 14 noiembrie 1989 o declarație, potrivit căreia deportările anterioare ale popoarelor au fost o activitate criminală. Acest lucru a deschis calea pentru 260.000 de tătari crimeeni să se întoarcă în patria lor. În același an, Djemilev s-a întors în Crimeea și, până la 1 ianuarie 1992, cel puțin 166.000 de tătari au făcut acst lucru. Legea Cu privire la reabilitarea popoarelor oprimate din 26 aprilie 1991 a avut în vedere reabilitarea tuturor etniilor reprimate din Uniunea Sovietică.  Acestă lege a adoptat măsuri care implicau „abolirea tuturor legilor anterioare ale RSFS Ruse referitoare la deportările forțate ilegale” și a cerut „restaurarea și restituirea valorilor și arhivelor culturale și spirituale, care reprezintă moștenirea poporului reprimat”.

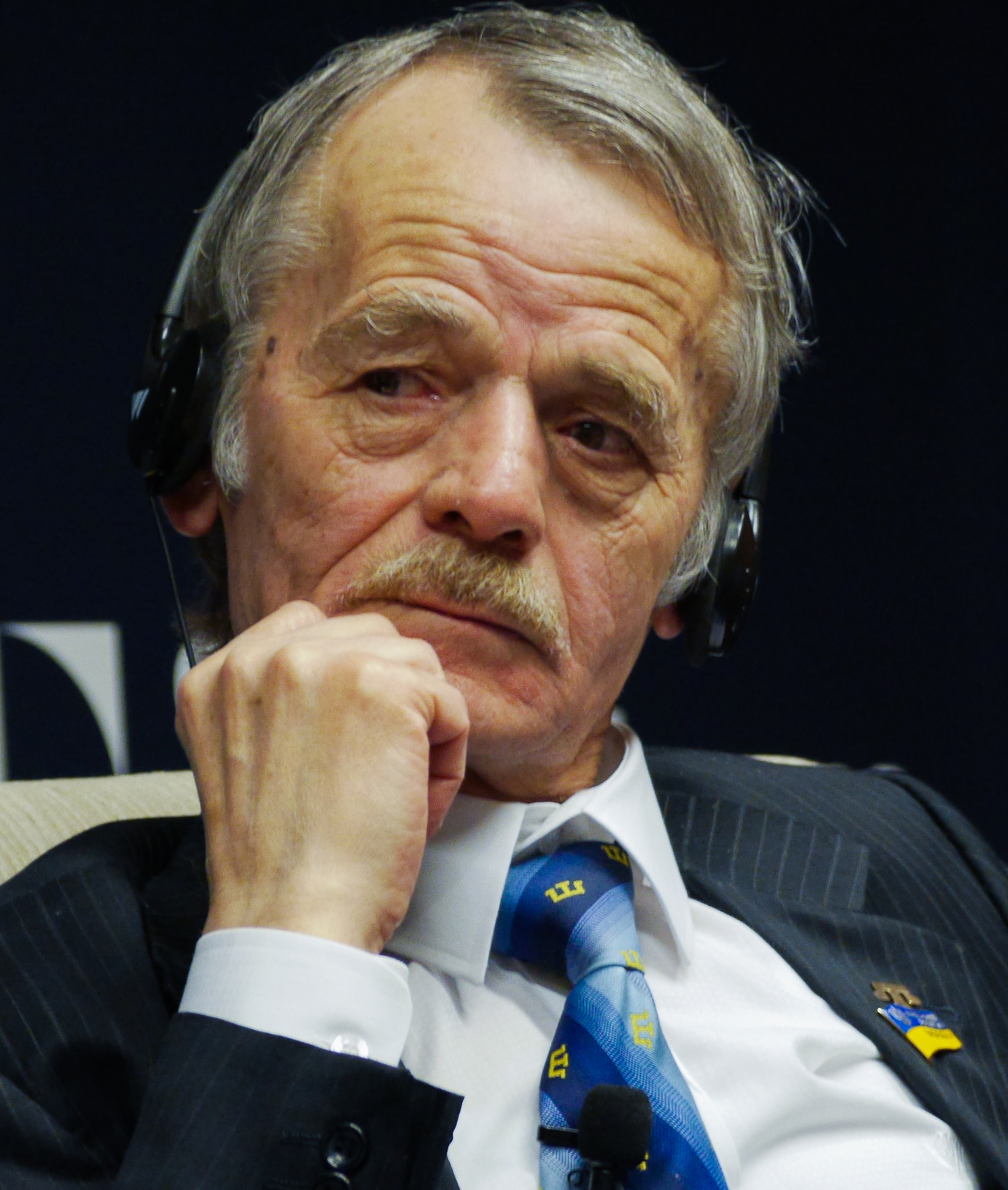
Mustafa Djemilev, un activist tătar din Crimeea, a petrecut mai mulți ani pentru disidența sa

În 2004, tătarii formau 12% din populația Crimeii. În ciuda schimbării politicii sovietice, reîntoarcerea tătarilor în Crimeea nu a fost un proces simplu: în 1989, când ei au început reîntoarcerea în masă, diferiți naționaliști ruși au organizat proteste în Crimeea cu sloganul „Trădătorii tătari – afară din Crimeea!”. În 1990 au fost raportate mai multe ciocniri între ruși și tătari în apropiere de Ialta, armata fiind obligată să intervină pentru calmarea situației. Autoritățile locale sovietice nu s-au arătat interesate să îi ajute pe tătarii reîntorși în Crimeea să își găsească un loc de muncă sau o locuință. Tătarii care s-au reîntors au găsit 517 sate abandonate, dar birocrația locală a făcut ce i-a stat în putință să îi împiedice să le refacă. În anul 1991, cel puțin 117 familii de tătari crimeeni locuiau în corturi pe două pajiști lângă Simferopol, așteptând ca autoritățile să le acorde o reședință permanentă. După destrămarea Uniunii Sovietice, Crimeea a devenit parte a Ucrainei independente, dar autoritățile de la Kiev au oferit doar un sprijin limitat tătarilor reîntorși pe pământurile lor. Aproximativ 150.000 de tătari reîntorși în Crimeea au primit automat cetățenia Ucrainei prin Legea cetățeniei din 1991. Alți 100.000 de tătari care s-au reîntors după ce Ucraina și-a proclamat independența au întâmpinat o serie de greutăți în obținerea cetățeniei, inclusiv un proces birocratic costisitor. Dat fiind faptul că exilul a durat aproape 50 de ani, unii dintre tătari au decis să rămână în Uzbekistan, ceea ce a dus la separarea membrii familiilor lor care au decis să se reîntoarcă în Crimeea. În anul 2000, erau înregistrate 46.603 cereri ale tătarilor reîntorși care doreau să primească o bucată de pământ. O bună parte a acestor cereri a fost respinsă.  În jurul orașelor mai mari, așa cu este Sevastopolul, un tătar crimeean a primit în medie doar 162 m2 de teren de slabă calitate  saunepotrivit pentru agricultură.

## Abordările moderne și urmări
Istoricul ucraineano-canadian Peter J. Potichnyj declară că nemulțumirea tătarilor din Crimeea față de viața lor în exil reflectă o imagine mai largă a grupurilor etnice non-ruse din URSS, care au început să-și exprime public furia împotriva nedreptăților comise de ideologii   Rusiei Mari. În 1985, un eseu al jurnalistului ucrainean Vasil Sokil intitulat Uitând nimic, uitând pe nimeni a fost publicat în revista emigrației  ruse Kontinent. Într-o manieră adesea sarcastică, a evidențiat cetățenii și etniile sovietice uitate selectiv, care au suferit în timpul celui de-al Doilea Război Mondial, dar ale căror experiențe perturbă istoria oficială sovietică a unei victorii eroice: „Mulți au îndurat toate torturile lagărelor de concentrare ale lui Hitler, doar pentru a fi trimiși în Gulagul siberian. [...] De ce are nevoie, de fapt, o ființă umană? Nu atât de mult. Pur și simplu să fie recunoscut ca om. Nu ca un animal." Sokil a folosit experiența tătarilor din Crimeea ca exemplu al etniilor cărora li s-a refuzat această recunoaștere.
Între 1989 și 1994, aproximativ un sfert de milion de tătari au migrat din Asia Centrală în Crimeea. Aceasta a fost văzută ca o victorie simbolică a eforturilor lor de a se întoarce pe pământul lor natal. Ei s-au reîntors după 45 de ani de exil.
Nici unul dintre grupurile etnice care au fost deportate în timpul epocii staliniste nu au primit vreun fel de compensație. Unele grupuri și activiști ai tătarilor din Crimeea au cerut comunității internaționale să încerce să forțeze Federația Rusă ca, în calitatea sa de stat succesor al Uniunii Sovietice, să finanțeze reabilitarea a acestei etnii și să ofere compensații financiare pentru relocarea forțată.

Simbolul aniversării deportării tătarilor din Crimeea

În ciuda faptului că mii de tătari din Crimeea au luptat în rânduirile Armatei Roșii până la  bătălia finală a Berlinul, suspiciunea sovietică s-a concentrat asupra acestui grup special. Unii istorici explică acest fapt ca pe o parte a planului lui Stalin de preluare completă a controlului Crimeii. 
Sovieticii au căutat să obțină accesul la Dardanele și să aibă controlul asupra teritoriului turcesc din imediata vecinătate. Ori turcii din Crimeea aveau „rude” etnice în Turcia. Prin caracterizarea turcilor din Crimeea ca trădători, această caracterizare putea fi extinsă și asupra tătarilor din Turcia. Istoricul Walter Kolarz consideră în schimb că deportarea tătarilor și încercarea lichidării etniei tătarilor din Crimeea în 1944 a fost doar actul final al unui proces lung de câteva secole al colonizării rusești a Crimeii, început în 1783. Istoricul  Gregory Dufa consideră acuzațiile sovietice împotriva tătarilor din Crimeea ca o scuză convenabilă pentru transferul lor forțat, prin care Moscova și-a asigurat un acces de necontestat la sudul geostrategic al   Mării Negre pe de o parte, și a eliminat presupusele  națiuni rebele pe de altă parte. Profesorul de istorie rusă și sovietică Rebecca Manley a ajuns la o concluzie asemănătoare, și anume că obiectivul real al conducerii sovietice a fost „curățarea” regiunilor de frontieră de „elementele nesigure”. 
Profesorul Brian Glyn Williams a afirmat că deportarea turcilor meshetieni, în ciuda faptului că nu au fost vreodată în apropierea liniilor frontului și nu au fost niciodată acuzați de vreo „crimă” antisovietică,  face să fie credibilă ideea că deportările crimeenilor și caucazienilor s-au datorat politicii externe sovietice, mai degrabă decât oricăror „crime în masă universale” reale.
În martie 2014,  a avut loc anexarea Crimeii de către Federația Rusă, acțiune care a fost declarată ilegală de Adunarea Generală a Națiunilor Unite  prin Rezoluția 68/262 și care a dus la deteriorarea în continuare a drepturilor tătarilor din Crimeea. Chiar dacă Federația Rusă a emis pe 21 aprilie 2014 Decretul nr. 268 „Cu privire la măsurile de reabilitare a popoarelor armean, bulgar, grec, tătar crimeean și german și sprijinul de stat pentru renașterea și dezvoltarea acestora” , în realitate tătarii din Crimeea au fost tratați cu mult mai puțină grijă. Înaltul Comisar al ONU pentru drepturile omului a emis un avertisment la adresa Kremlinului în 2016 datorită acțiunilor autorităților ruse de intimidare, hărțuire și arestare a reprezentanților tătarilor din Crimeea, adesea sub acuzații îndoielnice, în vreme ce funcționarea organismului lor reprezentativ, Mejlis⁠(d), a fost interzisă.

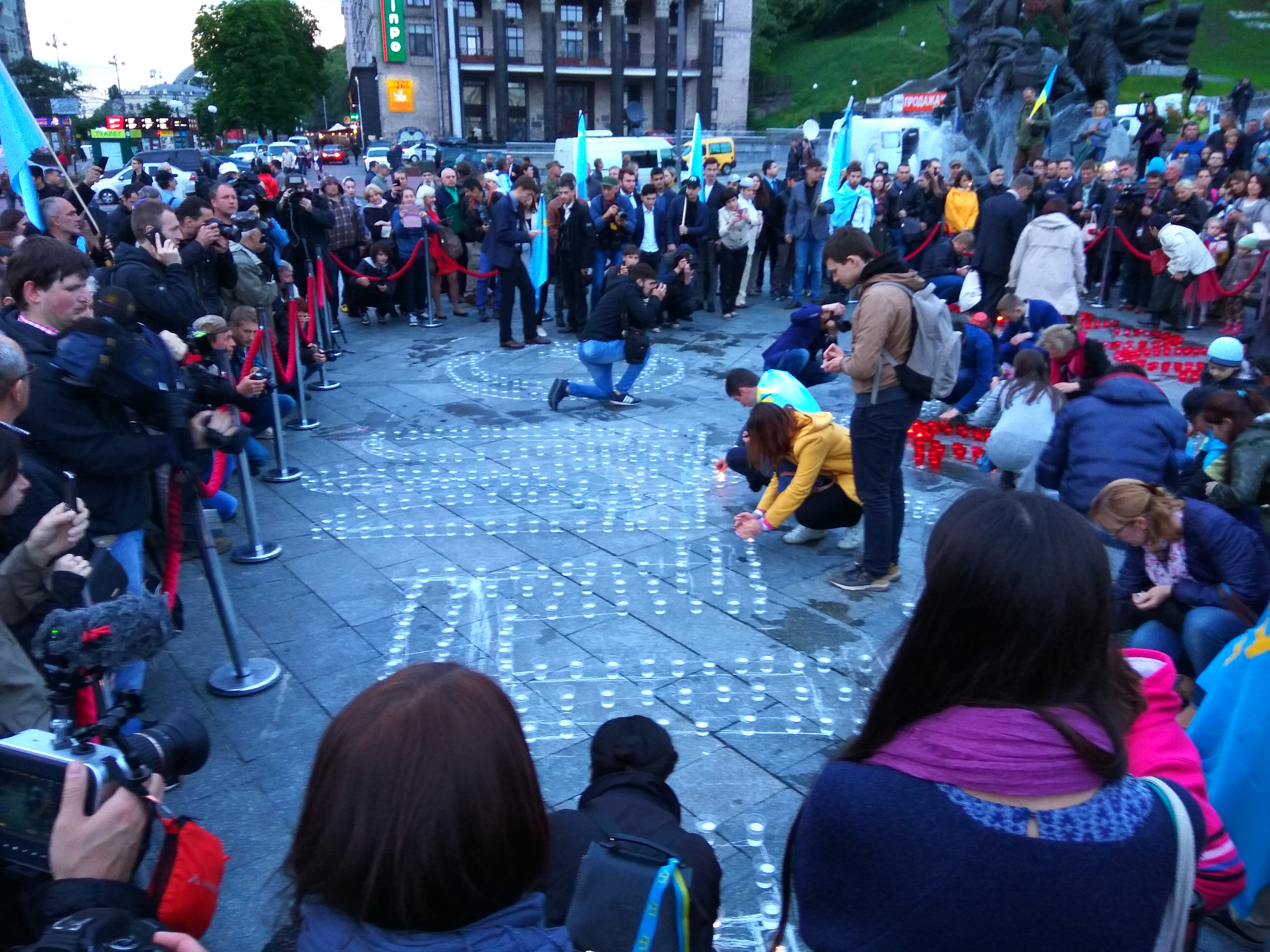
Eveniment din Kiev pentru comemorarea victimelor deportărilor tătarilor din Crimeea (2016)

ONU a raportat că peste 10.000 de oameni au părăsit Crimeea după anexarea acestui teritoriu de către Rusia, iar majoritatea acestora au fost tătari, ceea ce a dus la un declin mai accentuat al comunității lor fragile. Tătarii din Crimeea au declarat că au avut mai multe motive pentru plecarea lor, printre care nesiguranța, frica și intimidarea din partea noilor autorități ruse. în raportul din 2015, Înaltul Comisar al ONU pentru drepturile omului a avertizat că în Crimeea au fost înregistrate diverse încălcări ale drepturilor omului, inclusiv împiedicarea tătarilor din Crimeea de a marca cea de-a 71-a aniversare a deportării lor. Lui Djemilev, care se afla în Turcia în momentul anexării Crimeii, i-a fost interzisă de către autoritățile ruse intrarea în regiune pentru o perioadă de cinci ani, a doua oară când el a fost evacuat din propriul teritoriu natal.
Interpretările moderne ale savanților și istoricilor clasifică uneori această deportare în masă a civililor drept crimă împotriva umanității, purificare etnică,  depopulare intenționată, un act de  represiune stalinistă, sau  "genocid cultural", adică o ștergere deliberată dintr-o identitate și cultură a unei națiuni. Tătarii din Crimeea numesc acest eveniment Sürgünlik ("exil").

### Problema genocidului și recunoașterea lui
| # | Name     | Data recunoașterii | Sursa           |
| - | -------- | ------------------ | --------------- |
| 1 | Ucraina  | 12 decembrie 2015  | [ 124 ]         |
| 2 | Letonia  | 9 mai 2019         | [ 125 ] [ 126 ] |
| 3 | Lituania | 6 iunie 2019       | [ 127 ]         |
| 4 | Canada   | 10 iunie 2019      | [ 128 ] [ 129 ] |

Anumiți activiști, politicieni, cercetători, istorici sau guverne merg mai departe și consideră deportarea tătarilor drept genocid  sau genocid cultural. Istoricul american Norman Naimark a scis: „Cecen[i] și ingușii, tătarii din Crimeea și alte «popoare pedepsite» din perioada războiului au fost, au fost, într-adevăr, programate pentru eliminare, dacă nu fizic, atunci ca naționalități autoidentificate.” Profesorul Lyman H. Legters a susținut că sistemul penal sovietic, combinat cu politicile sale de reinstalare, ar trebui să fie considerat de tip genocid, deoarece sentințele au fost suportate în mod specific de anumitor grupuri etnice și că o relocare a acestor grupuri etnice, a căror supraviețuire depinde de legăturile cu patria sa particulară, „a avut un efect de genocid remediabil numai prin restaurarea grupului în patria sa.”  Disidenții sovietici Ilia Gabai și Petro Grigorenko⁠(d) au clasificat amândoi evenimentul drept genocid. Istoricul american Timothy Snyder include deportarea tătarilor din Crimeea într-o listă a politicilor sovietice care „îndeplinesc standardele genocidului”. pe 12 decembrie 2015, Rada Supremă a Ucrainei a emis o rezoluție prin care a recunoscut deportarea tătarilor din Crimeea drept genocid și a stabilit ziua de 18 mai ca „Ziua comemorării victimelor genocidului tătarilor din Crimeea”. Seimul Letoniei a recunoscut evenimentul drept act de genocid pe 9 mai 2019. The Parlamentul Lituaniei a făcut același lucru pe 6 iunir 2019. Parlamentul Canadei a votat o moțiune pe 10 iunie 2019 prin care a recunoscut deportarea tătarilor din Crimeea din 1944  (Sürgünlik) drept un genocid comis de dictatorul sovietc I. V. Stalin și a desemnat ziua de 18 mai „Ziua comemorării”.

Alți savanți au pus în discuție caracterul de genocid al deportării. Alexander Statiev este de părere că deportările sovietice au avut ca rezulta rate ale decesului care le-ar încadra drept „genocid”, dar Stalin nu a avut în intenția să extermine aceste grupuri etnice. El consideră că aceste deportări sunt cel mult un exemplu de asimilare sovietică a „națiunilor nedorite”. Amir Weiner consideră că regimul sovietic a căutat să  distrugă doar „identitatea lor teritorială”. Astfel de puncte de vedere au fost criticate de Jon Chang ca fiind „rasism rafinat” și revizionism istoric. El a reamintit că deportările au fost de fapt bazate pe etnia victimelor.

### Reprezentări culturale

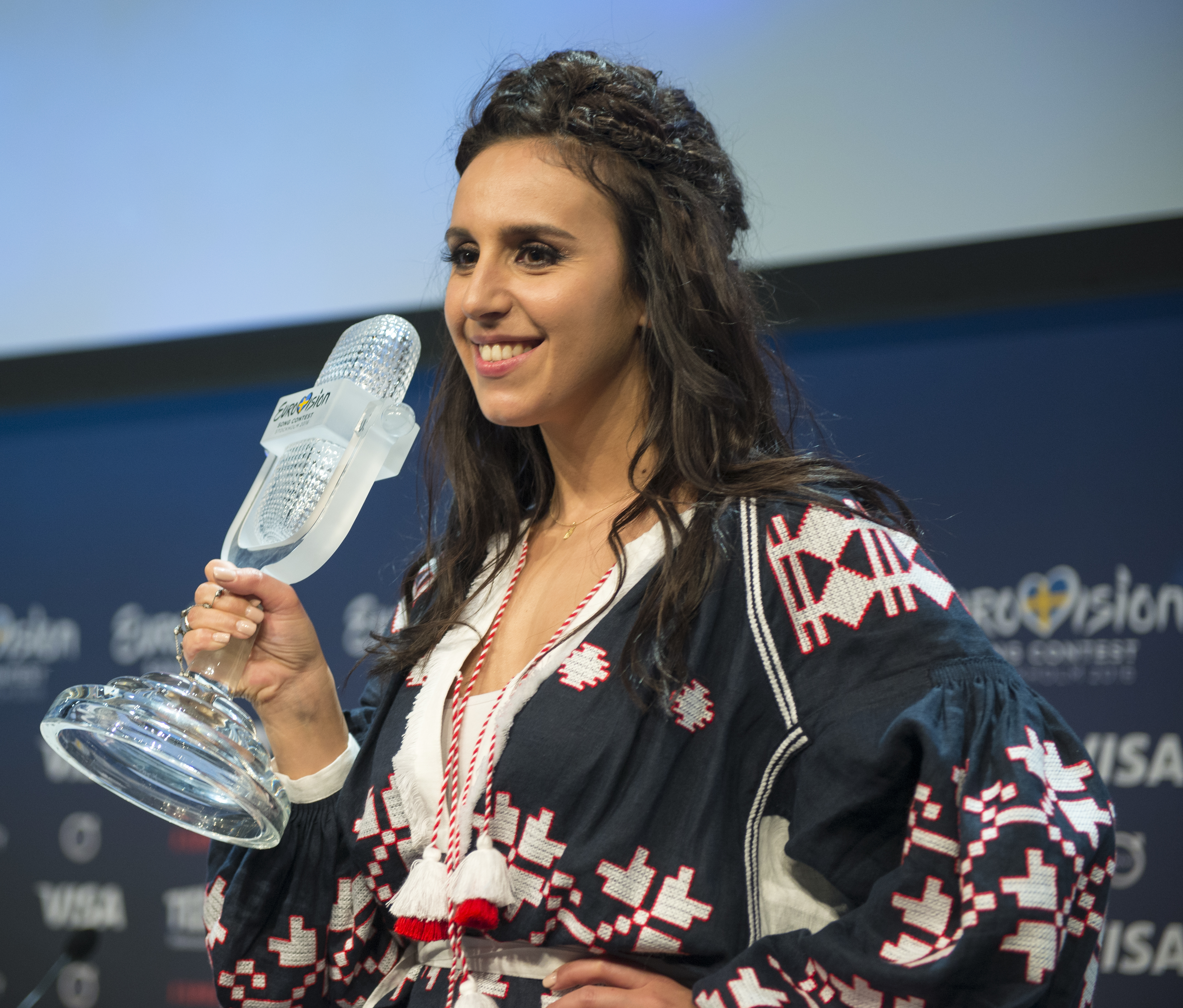
Jamala a dedicat cântecul 1944 cu care a câștigat Eurovisionul în 2016 tătarilor din Crimeea deportați

În anul 2008, Lily Hyde, o ziaristă britanică care locuia în Ucraina, a publicat un roman Dreamland care descrie viața unei familii de tătari care s-au reîntors pe pământurile strămoșești în anii 1990. Povestea este spusă din perspectiva unei fetițe de 12 ani care se mută din Uzbekistan într-un sat demolat împreună cu părinții, fratele și bunicul ei. Bunicul îi spune povești despre eroii și victimele din rândul tătarilor din Crimeea.
Filmul ucrainean în limba tătară crimeeană Haytarma (Întoarcerea) prezintă experiența asului aerului tătar, Erou al Uniunii Sovietice, Amet-khan Sultan⁠(d) în timpul deportărilor din 1944.
În 2015, Christina Paschyn a produs filmul documentar A Struggle for Home: The Crimean Tatars, o coproducție Ucraina–Qatar. Filmul prezintă istoria tătarilor din Crimeea din 1783 până în  2014, episodul deportărilor în masă din 1944 bucurându-se de o atenție deosebită.
La  Eurovision 2016 de la Stockholm, Suedia, cântăreața Jamala a interpretat cântecul  1944, care se referă la deportarea tătarilor din Crimeea din acel an. Jamala, născută într-o familie de tătari aflată în exil în Kîrgîstan, a dedicat cântecul străbunicii sale deportate. Ea a devenit prima persoană de etnie tătară din Crimeea care a participat la concursul Eurovision și de asemenea primul artist care a interpretat un cântec cu versurile în limba tătarilor din Crimeea. Ea a devenit al doilea artist ucrainean care a câștigat concursul.

## Comentarii
1. ↑  RSFSR a recunoscut oficial deportarea popoarelor de către guvernul sovietic stalinist ca un act de genocid.[8][9] Există totuși unele cercetări care nu caracterizează aceste deportări ca genocid. Pentru a afla mai multe, citiți secțiunea Problema genocidului și recunoașterea lui
2. ↑  Ori, după alte surse, 423.100.[10]

### Cărți
- Allworth, Edward (1998). The Tatars of Crimea: Return to the Homeland: Studies and Documents. Durham: Duke University Press. ISBN 9780822319948. LCCN 97019110. OCLC 610947243.
- Bazhan, Oleg (2015). „The Rehabilitation of Stalin's Victims in Ukraine, 1953–1964: A Socio-Legal Perspective”.  În McDermott, Kevin; Stibbe, Matthew. De-Stalinising Eastern Europe: The Rehabilitation of Stalin's Victims after 1953. Basingstoke: Palgrave Macmillan. ISBN 9781137368928. OCLC 913832228.
- Buckley, Cynthia J.; Ruble, Blair A.; Hofmann, Erin Trouth (2008). Migration, Homeland, and Belonging in Eurasia. Washington, D.C.: Woodrow Wilson Center Press. ISBN 9780801890758. LCCN 2008015571. OCLC 474260740.
- Bugay, Nikolay (1996). The Deportation of Peoples in the Soviet Union. New York City: Nova Publishers. ISBN 9781560723714. OCLC 36402865.
- Dadabaev, Timur (2015). Identity and Memory in Post-Soviet Central Asia: Uzbekistan's Soviet Past. Milton Park: Routledge. ISBN 9781317567356. LCCN 2015007994. OCLC 1013589408.
- Drohobycky, Maria (1995). Crimea: Dynamics, Challenges and Prospects. Lanham: Rowman & Littlefield. ISBN 9780847680672. LCCN 95012637. OCLC 924871281.
- Fisher, Alan W. (2014). Crimean Tatars. Stanford, California: Hoover Press. ISBN 9780817966638. LCCN 76041085. OCLC 946788279.
- Garrard, John; Healicon, Alison (1993). World War 2 and the Soviet People: Selected Papers from the Fourth World Congress for Soviet and East European Studies. New York City: Springer⁠(d). ISBN 9781349227969. LCCN 92010827. OCLC 30408834.
- Kamenetsky, Ihor (1977). Nationalism and Human Rights: Processes of Modernization in the USSR. Littleton, Colorado: Association for the Study of the Nationalities (USSR and East Europe) Incorporated. ISBN 9780872871434. LCCN 77001257.
- Knight, Amy (1995). Beria: Stalin's First Lieutenant. Princeton, N.J.: Princeton University Press. ISBN 9780691010939. LCCN 93003937.
- Kucherenko, Olga (2016). Soviet Street Children and the Second World War: Welfare and Social Control under Stalin. London: Bloomsbury Publishing. ISBN 9781474213448. LCCN 2015043330.
- Kurtiev, Refat; Kandim, Yunus; Muslimova, Edie; Suleymanov, Seyran (2004). Депортация крымских татар 18 мая 1944 года. Как это было: воспоминания депортированных (în rusă). Simferopol: Odzhak. ISBN 9789668535147. OCLC 255117144.
- Lee, Jongsoo James (2006). The Partition of Korea After World War II: A Global History. New York City: Springer. ISBN 9781403983015. LCCN 2005054895.
- Legters, Lyman H. (1992). „The American Genocide”.  În Lyden, Fremont J. Native Americans and Public Policy. Pittsburgh: University of Pittsburgh Press. ISBN 9780822976820. OCLC 555693841.
- Levene, Mark (2013). The crisis of genocide: Annihilation: Volume II: The European Rimlands 1939-1953. New York City: OUP Oxford. ISBN 9780191505553. LCCN 2013942047.
- Magocsi, Paul R. (2010). A History of Ukraine: The Land and Its Peoples. Toronto: University of Toronto Press. ISBN 9781442610217. LCCN 96020027. OCLC 899979979.
- Manley, Rebecca (2012). To The Tashkent Station: Evacuation and Survival in the Soviet Union at War. Ithaca, New York: Cornell University Press. ISBN 9780801457760. OCLC 979968105.
- Merridale, Catherine (2007). Ivan's War: Life and Death in the Red Army, 1939-1945. New York City: Henry Holt and Company. ISBN 9780571265909. LCCN 2005050457.
- Moss, Walter G. (2008). An Age of Progress?: Clashing Twentieth-Century Global Forces. London: Anthem Press. ISBN 9780857286222. LCCN 2007042449. OCLC 889947280.
- Motadel, David (2014). Islam and Nazi Germany's War. Harvard University Press. p. 235. ISBN 9780674724600. OCLC 900907482.
- Olson, James Stuart; Pappas, Lee Brigance; Pappas, Nicholas Charles (1994). An Ethnohistorical Dictionary of the Russian and Soviet Empires. Westport, Conn.: Greenwood Publishing Group. ISBN 9780313274978. OCLC 27431039.
- Parrish, Michael (1996). The Lesser Terror: Soviet State Security, 1939-1953. Westport, Conn.: Greenwood Publishing Group. ISBN 9780275951139. OCLC 473448547.
- Polian, Pavel (2004). Against Their Will: The History and Geography of Forced Migrations in the USSR. Budapest; New York City: Central European University Press. ISBN 9789639241688. LCCN 2003019544.
- Reid, Anna (2015). Borderland: A Journey Through the History of Ukraine. New York City: Hachette, UK. ISBN 9781780229287. LCCN 2015938031.
- Requejo, Ferran; Nagel, Klaus-Jürgen (2016). Federalism Beyond Federations: Asymmetry and Processes of Resymmetrisation in Europe (ed. repeated). Surrey, England: Routledge. ISBN 9781317136125. LCCN 2010033623. OCLC 751970998.
- Rywkin, Michael (1994). Moscow's Lost Empire. Armonk, N.Y.: M.E. Sharpe. ISBN 9781315287713. LCCN 93029308. OCLC 476453248.
- Sandole, Dennis J.D.; Byrne, Sean; Sandole-Staroste, Ingrid; Senehi, Jessica (2008). Handbook of Conflict Analysis and Resolution. London: Routledge. ISBN 9781134079636. LCCN 2008003476. OCLC 907001072.
- Skutsch, Carl (2013). Encyclopedia of the World's Minorities. New York: Routledge. ISBN 9781135193881. OCLC 863823479.
- Smele, Jonathan D. (2015). Historical Dictionary of the Russian Civil Wars, 1916-1926. Lanham: Rowman & Littlefield. ISBN 9781442252813. OCLC 985529980.
- Smoly, Valery (2004). Кримські татари: шлях до повернення : кримськотатарський національний рух (друга половина 1940-х-початок 1990-х років) очима Радянських спецслужб : збірник документів та матеріалів (în ucraineană). Kiev: Ін-т історії України. ISBN 978-966-02-3286-0.
- Spring, Peter (2015). Great Walls and Linear Barriers. Barnsley, South Yorkshire: Pen and Sword Books. ISBN 9781473853843. LCCN 2015458193.
- Studies on the Soviet Union (1970). Studies on the Soviet Union. Munich: Institute for the Study of the USSR. OCLC 725829715.
- Stronski, Paul (2010). Tashkent: Forging a Soviet City, 1930–1966. Pittsburgh: University of Pittsburgh Press. ISBN 9780822973898. LCCN 2010020948.
- Syed, Muzaffar Husain; Akhtar, Saud; Usmani, B.D. (2011). A Concise History of Islam. New Delhi: Vij Books India. ISBN 9789382573470. OCLC 868069299.
- Tanner, Arno (2004). The Forgotten Minorities of Eastern Europe: The History and Today of Selected Ethnic Groups in Five Countries. Helsinki: East-West Books. ISBN 9789529168088. LCCN 2008422172. OCLC 695557139.
- Tatz, Colin; Higgins, Winton (2016). The Magnitude of Genocide. Santa Barbara, CA: ABC-CLIO. ISBN 9781440831614. LCCN 2015042289. OCLC 930059149.
- Travis, Hannibal (2010). Genocide in the Middle East: The Ottoman Empire, Iraq, and Sudan. Durham, N.C.: Carolina Academic Press. ISBN 9781594604362. LCCN 2009051514. OCLC 897959409.
- Tweddell, Colin E.; Kimball, Linda Amy (1985). Introduction to the Peoples and Cultures of Asia. Englewood Cliffs, N.J.: Prentice-Hall. ISBN 9780134915722. LCCN 84017763. OCLC 609339940.
- Uehling, Greta (2004). Beyond Memory: The Crimean Tatars' Deportation and Return. Palgrave. ISBN 9781403981271. LCCN 2003063697. OCLC 963444771.
- Vardy, Steven Béla; Tooley, T. Hunt; Vardy, Agnes Huszar (2003). Ethnic Cleansing in Twentieth-century Europe. New York City: Social Science Monographs. ISBN 9780880339957. OCLC 53041747.
- Viola, Lynne (2007). The Unknown Gulag: The Lost World of Stalin's Special Settlements. Oxford: Oxford University Press. ISBN 9780195187694. LCCN 2006051397. OCLC 456302666.
- Weiner, Amir (2003). Landscaping the Human Garden: Twentieth-century Population Management in a Comparative Framework. Stanford, California: Stanford University Press⁠(d). ISBN 9780804746304. LCCN 2002010784. OCLC 50203946.
- Wezel, Katja (2016). Geschichte als Politikum: Lettland und die Aufarbeitung nach der Diktatur (în germană). Berlin: BWV Verlag. ISBN 9783830534259. OCLC 951013191.
- Williams, Brian Glyn (2001). The Crimean Tatars: The Diaspora Experience and the Forging of a Nation. Boston: BRILL. ISBN 9789004121225. LCCN 2001035369. OCLC 46835306.
- Williams, Brian Glyn (2015). The Crimean Tatars: From Soviet Genocide to Putin's Conquest. London, New York: Oxford University Press. ISBN 9780190494728. LCCN 2015033355. OCLC 910504522.
- Allworth, Edward (1988). Tatars of the Crimea: Their Struggle for Survival : Original Studies from North America, Unofficial and Official Documents from Czarist and Soviet Sources. Michigan: Columbia University. Center for the Study of Central Asia. ISBN 0822307588.
- Hall, M. Clement (2014). The Crimea. A very short history. ISBN 978-1-304-97576-8.

### Articole online
- Banerji, Robin (23 octombrie 2012). „Crimea's Tatars: A fragile revival”. BBC News. Accesat în 4 august 2017.
- Colborne, Michael (19 mai 2016). „For Crimean Tatars, it is about much more than 1944”. Al Jazeera. Accesat în 4 august 2017.
- Grytsenko, Oksana (8 iulie 2013). „'Haytarma', the first Crimean Tatar movie, is a must-see for history enthusiasts”. Kyiv Post. Accesat în 22 octombrie 2013.
- John, Tara (13 mai 2016). „The Dark History Behind Eurovision's Ukraine Entry”. Time. Accesat în 4 august 2017.
- Kamm, Henry (8 februarie 1992). „Chatal Khaya Journal; Crimean Tatars, Exiled by Stalin, Return Home”. The New York Times.
- Lillis, Joanna (2014). „Uzbekistan: Long Road to Exile for the Crimean Tatars”. EurasiaNet. Accesat în 4 august 2017.
- Nechepurenko, Ivan (26 aprilie 2016). „Tatar Legislature Is Banned in Crimea”. The New York Times. Accesat în 4 august 2017.
- O'Neil, Lorena (1 august 2014). „Telling Crimea's Story Through Children's Books”. npr.org. Accesat în 4 august 2017.
- Shabad, Theodore (11 martie 1984). „Crimean Tatar Sentenced to 6th Term of Detention”. The New York Times. Accesat în 4 august 2017.
- „Crimean Tatars recall mass exile”. BBC News. 18 mai 2004. Accesat în 4 august 2017.
- „A Struggle for Home: The Crimean Tatars”. International Documentary Film Festival Amsterdam. 2016. Arhivat din original la 4 august 2017. Accesat în 4 august 2017.
- „Ukraine's Parliament Recognizes 1944 'Genocide' Of Crimean Tatars”. Radio Free Europe. 21 ianuarie 2016. Accesat în 4 august 2017.
- „Crimea Tatars say leader banned by Russia from returning”. Reuters. 22 aprilie 2014. Accesat în 4 august 2017.
- „The Ukrainian Quarterly, Volumes 60-61”. Ukrainian Congress Committee of America. 2004. Accesat în 4 august 2017.
- „Some 10,000 people in Ukraine now affected by displacement, UN agency says”. UN News Centre. 20 mai 2014. Accesat în 4 august 2017.

### Articole din reviste științifice
- Blank, Stephen (2015). „A Double Dispossession: The Crimean Tatars After Russia's Ukrainian War”. Genocide Studies and Prevention. 9 (1): 18–32. doi:10.5038/1911-9933.9.1.1271 .
- Dufaud, Grégory (2007). „La déportation des Tatars de Crimée et leur vie en exil (1944-1956): Un ethnocide?”. Vingtième Siècle. Revue d'Histoire (în franceză). 96 (1): 151–162. doi:10.3917/ving.096.0151. JSTOR 20475182.
- Finnin, Rory (2011). „Forgetting Nothing, Forgetting No One: Boris Chichibabin, Viktor Nekipelov, and the Deportation of the Crimean Tatars”. The Modern Language Review. 106 (4): 1091–1124. doi:10.5699/modelangrevi.106.4.1091. JSTOR 10.5699/modelangrevi.106.4.1091.
- Fisher, Alan W. (1987). „Emigration of Muslims from the Russian Empire in the Years After the Crimean War”. Jahrbücher für Geschichte Osteuropas. 35 (3): 356–371. JSTOR 41047947.
- Hirsch, Francine (2002). „Race without the Practice of Racial Politics”. Slavic Review. 61 (1): 30–43. doi:10.2307/2696979. JSTOR 2696979.
- Potichnyj, Peter J. (1975). „The Struggle of the Crimean Tatars”. Canadian Slavonic Papers. 17 (2–3): 302–319. doi:10.1080/00085006.1975.11091411. JSTOR 40866872.
- Rosefielde, Steven (1997). „Documented homicides and excess deaths: New insights into the scale of killing in the USSR during the 1930s”. Communist and Post-Communist Studies. 30 (3): 321–31. doi:10.1016/S0967-067X(97)00011-1. PMID 12295079.
- Statiev, Alexandar (2010). „Soviet ethnic deportations: intent versus outcome”. Journal of Genocide Research. 11 (2–3): 243–264. doi:10.1080/14623520903118961.
- Uehling, Greta (2002). „Sitting on Suitcases: Ambivalence and Ambiguity in the Migration Intentions of Crimean Tatar Women”. Journal of Refugee Studies. 15 (4): 388–408. doi:10.1093/jrs/15.4.388.
- Uehling, Greta (2015). „Genocide's Aftermath: Neostalinism in Contemporary Crimea”. Genocide Studies and Prevention. 9 (1): 3–17. doi:10.5038/1911-9933.9.1.1273 .
- Vardys, V. Stanley (1971). „The Case of the Crimean Tartars”. The Russian Review. 30 (2): 101–110. doi:10.2307/127890. JSTOR 127890.
- Weiner, Amir (2002). „Nothing but Certainty”. Slavic Review. 61 (1): 44–53. doi:10.2307/2696980. JSTOR 2696980.
- Williams, Brian Glyn (2002). „Hidden ethnocide in the Soviet Muslim borderlands: The ethnic cleansing of the Crimean Tatars”. Journal of Genocide Research. 4 (3): 357–373. doi:10.1080/14623520220151952.
- Williams, Brian Glyn (2002). „The Hidden Ethnic Cleansing of Muslims in the Soviet Union: The Exile and Repatriation of the Crimean Tatars”. Journal of Contemporary History. 37 (3): 323–347. doi:10.1177/00220094020370030101. JSTOR 3180785.
- Zeghidour, Sliman (2014). „Le désert des Tatars”. Association Médium (în franceză). 40 (3): 83. doi:10.3917/mediu.040.0083.